# 1190 Pelagia
1190 Pelagia је астероид главног астероидног појаса са пречником од приближно 17,45 .
Афел астероида је на удаљености од 2,753 астрономских јединица (АЈ) од Сунца, а перихел на 2,111 АЈ.
Ексцентрицитет орбите износи 0,131, инклинација (нагиб) орбите у односу на раван еклиптике 3,168 степени, а орбитални период износи 1385,881 дана (3,794 године).
Апсолутна магнитуда астероида је 12,40 а геометријски албедо 0,063.
Астероид је откривен 20. септембра 1930. године.